# Медаль Французский орёл на Волге
Медаль «Французский орёл на Волге» (L’Aigle francaise sur le Wolga) — медаль Французской империи, отчеканенной по указу императора Наполеона I Бонапарта.
Медаль отчеканена заблаговременно и указывает на планы военного похода императора Наполеона на Волгу. Вероятно, что медаль должна олицетворять аналогичный Египетский поход (1798-1801) Наполеона. Являлась пятой в серии из шести французских медалей на события Отечественной войны 1812 года.

## Описание
Лицевая сторона: Профильное, обращённое вправо, изображение императора Наполеона в лавровом венке. Слева надпись NAPOLEON, справа — EMP. ET. ROI (Наполеон император и король). Под изображением — ANDRIEU. F. (фамилия автора лицевой стороны). Лицевая сторона тождественна медали <<На вступлении в Москву>>.
Оборотная сторона: Бог войны (Бог Волги), в лавровом венке, стремится перейти через реку, из реки выглядывает голова рыбы (щуки или крокодила). Слева древко, на которой водружён французский имперский орёл. Под ним вензель императора Наполеона — N. Под обрезом надпись в трёх строках: L’AIGLE FRANCAISE SURLE WOLGA MDCCCXII (французский орёл на Волге). Слева у окружности — DENON. D (фамилия директора монетного двора). Справа — MICHAUX. F (фамилия гравёра). Диаметр медали 1, 1/2 дюйма.
На значке внутри венка гравёр штемпеля по ошибке поставил букву И, вместе французской N —инициала Наполеона.